# DeepMind
DeepMind Technologies Limited é uma empresa britânica focada em pesquisas e desenvolvimento de máquinas de inteligência artificial, fundada em setembro de 2010.
Adquirida pelo Google em 2014, a empresa criou uma rede neural que aprende a jogar jogos eletrônicos de uma forma semelhante a dos humanos, bem como uma máquina Turing Neuronal, ou de uma rede neural que pode ser capaz de acessar a memória externa, como uma máquina de Turing convencional, resultando em um computador que imita a memória de curto prazo do cérebro humano.
A empresa fez manchetes em 2016, após seu programa, AlphaGo, ganhar de um jogador profissional de Go pela primeira vez em outubro de 2015 e, novamente, quando AlphaGo bateu Lee Sedol, o campeão mundial em uma partida de cinco jogos, o que foi o tema de um documentário.
Um programa mais genérico, AlphaZero, consegue superar os programas mais poderosos que jogam Go, xadrez e shogi (xadrez Japonês) depois de algumas horas de jogo contra si mesmo usando aprendizado por reforço.

## História
A start-up foi fundada por Demis Hassabis, Shane Legg e Mustafa Suleyman, em 2010. Hassabis e Legg se conheceram na Unidade de Neurociências Computacionais Gatsby da University College London. Em 26 de janeiro de 2014, o Google anunciou que a empresa tinha adquirido a DeepMind por $500 milhões, e que ele tinha concordado em assumir a DeepMind Technologies.
Desde então, grandes empresas de capital de risco como Horizons Ventures e Founders Fund investiram na empresa, assim como empresários Scott Corrimão e Elon Musk. Jaan Tallinn foi um dos primeiros investidores e um conselheiro para a empresa. A venda para o Google ocorreu após o Facebook encerrar as negociações com a DeepMind Technologies em 2013. A companhia depois foi renomeada para Google DeepMind e manteve esse nome por cerca de dois anos.
Em 2014, a DeepMind recebeu o prêmio de "Empresa do Ano" pelo Laboratório de Informática Cambridge.
Em setembro de 2015, DeepMind e Royal Free NHS Trust, assinou o seu primeiro acordo de Partilha de Informação (ISA) para co-desenvolver um aplicativo de gerenciamento de tarefas clinicas, Streams.
Depois da aquisição pela Google, a empresa estabeleceu um conselho de ética de inteligência artificial. O conselho de ética para pesquisa de IA permanece um mistério, com o Google e DeepMind recusando-se a revelar quem participa do conselho. DeepMind, em conjunto com a Amazon, Google, Facebook, IBM e Microsoft, são membros fundadores da Partnership on AI, uma organização dedicada à interface sociedade-IA. DeepMind abriu uma nova unidade chamada DeepMind Ethics and Society focado na ética e sociedade, as questões levantadas por inteligência artificial, com destaque transumanismo com Nick Bostrom como consultor. Em outubro de 2017, Deepmind lançou nova equipe de pesquisa de "ética e sociedade" para investigar a ética da IA.
O Google anunciou em 2019 que a DeepMind descobriu como dominar os videogames multiplayer cooperativos, o que geralmente requer trabalho em equipe. Google espera que o treinamento de uma IA para jogar com vários participantes possa ajudar na formação de outros sistemas de IA semelhantes no mundo real, como ajudar funcionários humanos em centros de distribuição.

## Aprendizado de máquina
O objetivo da DeepMind Technologies é "resolver a inteligência", que eles estão tentando alcançar através da combinação de "as melhores técnicas de aprendizado de máquina e sistemas de neurociência para criar poderosos algoritmos de aprendizagem com propósito geral".
Eles estão tentando formalizar a inteligência, não apenas para implementá-lo em máquinas, mas também para entender o cérebro humano, como Demis Hassabis explica:
[...] tentar destilar a inteligência em uma construção algorítmica pode revelar-se o melhor caminho para entender alguns dos mistérios duradouros de nossas mentes.
 [...] tentar destilar a inteligência em uma construção algorítmica pode revelar-se o melhor caminho para entender alguns dos mistérios duradouros de nossas mentes. [...] tentar destilar a inteligência em uma construção algorítmica pode revelar-se o melhor caminho para entender alguns dos mistérios duradouros de nossas mentes. O Google Research publicou um artigo, em 2016, a respeito da segurança da IA e evitar comportamento indesejável, durante o processo de aprendizagem da IA. Deepmind também lançou várias publicações através do seu site. Em 2017 DeepMind lançou GridWorld, um open-source de testes para avaliar se um algoritmo aprende a desabilitar o seu interruptor da morte ou caso contrário, apresenta determinados comportamentos indesejáveis.
Até à data, a empresa publicou a pesquisa sobre sistemas de computador que é capaz de jogar jogos, e o desenvolvimento desses sistemas, que vão desde jogos de estratégia, como Go para jogos de arcade. De acordo com Shane Legg, a inteligência de máquina de nível humano pode ser alcançada "quando uma máquina pode aprender a jogar uma ampla gama de jogos a partir de entrada e saída de fluxo perceptivo, e transferir a compreensão entre jogos [...]"
Pesquisas descrevem uma IA jogar sete diferentes videogames Atari 2600 (o Pong jogo no Vídeo jogos Olímpicos, Breakout, Space Invaders, Seaquest, Beamrider, Enduro, e Q*bert) teria levado à sua aquisição pelo Google. Hassabis mencionou o popular e esporte eletrônico, StarCraft, como um futuro possível desafio, pois exige um alto nível de pensamento estratégico e de manipulação de informações imperfeitas.

### Aprendizagem de reforço profundo
Ao contrário de outros IA's, tais como IBM's Deep Blue ou Watson, que foram desenvolvidos para um pré-definido propósito e função apenas dentro de seu espaço, DeepMind afirma que o seu sistema não está pré-programado: ele aprende a partir da experiência, usando apenas pixels brutos como dados de entrada. Tecnicamente ele usa uma aprendizagem mais profunda em uma rede neural convolucional, com uma nova forma de Q-learning, um formulário de modelo livre de aprendizado por reforço. para testar o sistema de videogames, principalmente dos jogos de arcade, como Space Invaders ou Breakout. Sem alterar o código, a IA começa a entender como jogar o jogo e depois de algum tempo desempenha, para alguns jogos (principalmente Breakout), uma jogabilidade mais eficaz do que qualquer ser humano jamais poderia conseguir.
A partir de 2014, DeepMind jogou abaixo doRecorde Mundial atual para a maioria dos jogos, por exemplo Space Invaders, Ms Pac-Man e Q*Bert. A IA da DeepMind tinha sido aplicada a videogames feitos nos anos de 1970 e 1980; a obra foi continuada por jogos 3D mais complexos, como Doom, que apareceu pela primeira vez no início da década de 1990.

### AlphaGo
Em outubro de 2015, um programa de computador Go, chamado AlphaGo, desenvolvido pela DeepMind, venceu o campeão Europeu de Go, Fan Hui, um profissional de 2 dan (9 dan possíveis), de cinco a zero. Esta é a primeira vez que uma inteligência artificial (IA) derrotou um jogador profissional de Go. Anteriormente, os computadores eram apenas conhecido por ter jogado Go como "amadores". Go é considerado muito mais difícil para que computadores para ganhar comparado a outros jogos como o xadrez, devido ao número muito maior de possibilidades, tornando-se muito difícil para o modo tradicional de IA, como métodos de força bruta. Em Março de 2016, ele ganhou de Lee Sedol—um jogador profissional de Go com 9º dan e um dos maiores jogadores do mundo, com 4-1 em uma partida de cinco jogos. Em 2017 no Future of Go Summit, AlphaGo ganhou três jogos com Ke Jie, que, na época, continuou o número 1 do mundo no ranking por dois anos. É utilizado um aprendizado supervisionado, protocolo, estudando um grande número de jogos jogados por seres humanos uns contra os outros.
Em 2017, uma versão melhorada, AlphaGo Zero, derrotou AlphaGo em 100 jogos a 0. Zero descobriu por si mesmo, muitos dos movimentos humanos de jogadores de Go e adicionou novas. O mais impressionante, é que ele foi capaz de vencer o seu antecessor, só que depois de três dias com menos poder de processamento em comparação com os meses que o original AlphaGo necessitou para aprender a jogar.

#### Tecnologia
AlphaGo utilizou duas redes neurais profundas: uma rede de politicas para avaliar probabilidades de movimentos e uma rede de valor para avaliar posições. A rede de politicas treinou através de aprendizado supervisionado, e posteriormente foi refinada pela aprendizagem de reforço de gradiente de políticas. A rede de valor aprendeu a prever os vencedores dos jogos disputados pela rede de politica contra si mesmo. essas redes empregaram uma árvore de pesquisa de Monte Carlo (MCT), usando a rede de políticas para identificar movimentos de alta probabilidade dos candidatos, enquanto a rede de valor (em conjunto com as implementações de Monte Carlo usando uma política de rápida implementação) avaliou posições da árvore.
Zero treinou utilizando aprendizado por reforço, em que o sistema jogou milhões de jogos contra si mesmo. Seu único guia foi para aumentar a sua taxa de ganhos. Ele fez isso sem aprender de jogos jogados por humanos. Suas únicas característicos de entrada de recursos são as pedras brancas e pretas do tabuleiro. Ele usa uma única rede neural, em vez de redes separadas de políticas e valores. Sua simplificada árvore de busca depende dessa rede neural para avaliar posições e amostras de movimentos, sem lançamentos de Monte Carlo. Um novo algoritmo de aprendizado por reforço incorpora procura de pesquisa dentro do ciclo de formação. AlphaGo Zero empregou cerca de 15 pessoas e milhões em recursos de computação. Em última análise,precisava muito menos poder de computação do que AlphaGo, executado em quatro processadores de I.A especializada (Google TPUs), em vez de 48 do AlphaGo.

## Cuidados de saúde
Em julho de 2016, uma colaboração entre a DeepMind e Moorfields Eye Hospital foi anunciado. DeepMind seria aplicada para a análise anónima de exames de olhos, procurando por sinais precoces de doenças, levando a cegueira.
Em agosto de 2016, l foi anunciado um programa de pesquisa com a Universidade College London Hospital com o objetivo de desenvolver um algoritmo que pode diferenciar automaticamente tecidos saudáveis e cancerosos nas áreas da cabeça e do pescoço.
Há também projetos com o Royal Free de Londres NHS Foundation Trust e o Imperial College Healthcare NHS Trust para desenvolver novos aplicativos clínicos ligados a registros eletrônicos de pacientes. Os funcionários do Royal Free Hospital reportaram em dezembro de 2017, que o acesso aos dados do paciente através do aplicativo tinha salvado uma "enorme quantidade de tempo" e fez uma diferença "fenomenal" para o manejo de pacientes com lesão renal aguda. Os dados dos resultados são enviados para os celulares da equipe e os alerta sobre mudar a condição do paciente. Ele também permite que a equipe veja se alguém já respondeu, e para mostrar aos pacientes seus resultados em forma visual.

### Polêmica de partilha de dados de NHS
Em abril de 2016, o New Scientist obteve uma cópia de dados de um acordo de partilha de dados entre DeepMind e o Royal Free Londres NHS Foundation Trust. Este último opera os três hospitais de Londres, onde uma população estimada em 1,6 milhões de pacientes são tratados anualmente. A revelação expôs a facilidade com que as empresas privadas podem obter informações médicas altamente sensíveis sem consentimento do paciente. O acordo mostra que a DeepMind Health tiveram acesso à admissão, alta e transferência de dados, de acidentes e de emergência, patologia e radiologia, e cuidados críticos desses hospitais. Isto incluiu dados pessoais, tais como saber se os pacientes tinham sido diagnosticados com HIV, sofriam de depressão ou já tinha sofrido um aborto a fim de realizar pesquisas para a busca de melhores resultados em várias condições de saúde. O contrato é visto como controverso e sua legalidade tem sido questionada.
As preocupações foram amplamente relatadas e levaram a uma reclamação para o Escritório do Comissário da Informação (ICO), argumentando que os dados devem ser pseudonunciados e criptografados.
Em maio de 2016, New Scientist publicou mais um artigo alegando que o projeto não conseguiu aprovação da Grupo Consultivo de Confidencialidade da Agência de Regulamentação de Medicamentos e Produtos de Saúde.
Em maio de 2017, a Sky News publicou uma carta vazada a partir de National Data Guardian, Dame Fiona Caldicott, revelando que em sua opinião, o acordo de partilha de dados entre a DeepMind e Royal Free, ocorreu com uma "base legal inadequada"..
O Escritório do Comissário da Informação, decidiu em julho de 2017, que o hospital Royal Free, não cumpriu com a Lei de Proteção de Dados quando entregou dados pessoais de 1,6 milhões de pacientes a DeepMind.

## DeepMind éticas e sociedade
Em outubro de 2017, a equipe de DeepMind expandiu seu foco para incluir também a ética de IA. Com o antigo gerente de políticas do Google Reino Unido e da UE, Sean Legassick, liderando esta nova equipe, o seu objetivo é financiar pesquisa externa sobre os seguintes temas: privacidade, transparência e imparcialidade; impactos econômicos; governança e prestação de contas; gestão de risco de IA; moralidade e valores de IA; e como IA pode abordar os desafios do mundo. Como resultado, a equipe espera poder compreender melhor as implicações éticas da inteligência artificial e ajudar a sociedade a ver como pode ser benéfica a inteligência artificial.
Esta nova subdivisão do DeepMind é uma unidade completamente separada da unidade da grande parceria de grandes empresas de tecnologia do nome, Parceria de Inteligência Artificial para Beneficiar as Pessoas e a Sociedade, da qual a DeepMind também participa.